# Jason Garrett
Jason Calvin Garrett (Abington, Condado de Montgomery, Pensilvânia, 28 de março de 1966) é um treinador de futebol americano da National Football League (NFL). Ele foi o coordenador ofensivo e assistente técnico dos Dallas Cowboys antes de ser promovido a treinador interino após a demissão de Wade Phillips em 8 de novembro de 2010. Ele permaneceu como técnico dos Cowboys até 2019, quando foi demitido devido a resultados ruins. Em 2020, assumiu o papel de coordenador ofensivo do New York Giants.
Garrett também foi um quarterback profissional de futebol americano na NFL jogando no Dallas Cowboys, New York Giants, Tampa Bay Buccaneers e Miami Dolphins. Ele jogou futebol americano universitário na Universidade de Princeton.

## Primeiros anos
Garrett frequentou a escola preparatória University School em Hunting Valley, Ohio, e jogou futebol americano, basquete e beisebol. No futebol, como veterano, ele ganhou todas as honras como quarterback e segurança. Ele se formou na Escola da Universidade em 1984.
Garrett frequentou o jardim de infância até o segundo grau na escola Holy Cross em Rumson, Nova Jersey.

## Carreira universitária
Garrett foi aceito em Princeton, onde começou como o quarterback titular do time de calouros, registrando 64 passes completos em 116 tentativas para 996 jardas. Ele se transferiram para a Universidade de Columbia quando seu pai, Jim Garrett, tornou-se o treinador principal em 1985. Com a demissão de seu pai após uma campanha de 0-10 em 1985, ele e seus irmãos se transferiram para a Universidade de Princeton, embora nenhum deles tenha participado do time em 1986. por diferentes razões (Jason ficou inelegível).
Ele ficou de fora da temporada de 1986 por causa das regras de transferência, enquanto se concentrava em dirigir o time de olheiros, que incluía seus irmãos. No ano seguinte, ele foi nomeado o quarterback titular. Apesar de ter levado Princeton a uma vitória contra sua antiga equipe Columbia, ele também estave envolvido em uma derrota contra eles como veterano. Ele recebeu o prêmio Asa S. Bushnell Cup como o Melhor Jogador do Ano da Ivy League. Ele se formou em história em 1989.
Ele terminou sua carreira universitária completando 366 de 550 passes (66,5%) para 4.274 jardas e 20 touchdowns. Na época, ele foi classificado nas categorias: menor percentual de interceptação de passes (1,8% - registro escolar), total de jardas ofensivas (4.555 - segundo na história da escola), total de jardas ofensivas em uma temporada (2.485 - terceiro na história escolar), mais jardas passadas (4.274 - segundo na história escolar), mais jardas em uma temporada (2.217 - quarto na história escolar), mais conclusões (366 - segundo na história escolar), mais finalizações em uma temporada (204 - terceiro na escola) história), mais passes para touchdown (20 - empatados em quarto). Ele continua a ter o recorde de percentual de conclusão na Ivy League com 66,5% (366-550) e seu percentual de 1988 de 68,2% (204-299) ficou como o recorde da liga até 2000, quando Gavin Hoffman marcou 70,5%.

## Carreira como jogador

### New Orleans Saints
Garrett foi contratado como um agente livre não-draftado pelo New Orleans Saints após o Draft de 1989 e acabou por participar apenas do time de treinos.
Em 3 de setembro de 1990, ele foi dispensado e passou a maior parte do ano trabalhando como assistente em Princeton.

### San Antonio Riders
Em 1991, Garrett foi o quarterback titular do San Antonio Riders da World League of American Football, mas sofreu uma lesão no ombro direito na abertura da temporada. Garrett retornou para ser titular no sexto e sétimo jogo, mas foi reserva de Mike Johnson no resto da temporada.

### Ottawa Rough Riders
Em 4 de junho de 1991, ele assinou pelo Ottawa Rough Riders da Canadian Football League, mas foi dispensado em agosto.

### Dallas Cowboys
Em 1992, com o apoio de seu pai, na época uma parte do departamento de recrutamento do Dallas Cowboys, Garrett assinou como um agente livre. Em 1993, suas performances na pré-temporada permitiram que ele se tornasse o terceiro quarterback atrás de Troy Aikman e Hugh Millen. Durante a temporada, ele se tornou o segundo. No oitavo jogo da temporada, depois que o Aikman machucou a perna esquerda no terceiro quarto contra o New York Giants, Garrett entrou no jogo, completando 5 de 6 passes para 34 jardas e liderando 2 touchdowns. Ele foi escolhido para ser titular no jogo seguinte contra o Phoenix Cardinals, onde completou 2 de 6 passes para 25 jardas e ajudou o time a marcar um field goal, antes de ser substituído por Bernie Kosar, que havia sido contratado 4 dias antes. Kosar se tornou o quarterback pelo resto da temporada após o jogo.
O destaque da carreira de Garrett ocorreu no jogo do Dia de Ação de Graças de 1994. Garrett liderou os Cowboys sobre o Green Bay Packers, completando 15 de 26 passes para 311 jardas e 2 touchdowns no segundo tempo, para uma vitória de 42-31, que lhe valeu o prêmio de Jogador Ofensivo da NFC. Em 2008, esse jogo foi considerado o quarto melhor momento da história do Texas Stadium pela ESPN. Em 1995, ele foi promovido para a posição de reserva e no segundo jogo contra o Denver Broncos, depois que o Aikman sofreu uma clavícula quebrada, Garrett veio para terminar a derrota por 23-42. Ele iria ser titular nos próximos cinco jogos e contribuiu para uma equipe que iria ganhar a NFC East. Em 1999, ele foi titular em dois jogos com uma campanha de 1-1.
Garrett fez parte das equipes vencedoras do Super Bowl em 1993 e 1995. Em oito temporadas com os Cowboys, ele jogou em 39 jogos e completou 165 de 294 passes (56,1%) para 2.042 jardas, 11 touchdowns e cinco interceptações.

### New York Giants
Em 2000, Garrett foi contratado como agente livre pelo New York Giants para ser reserva de Kerry Collins. Em 27 de fevereiro de 2002, ele foi dispensado por motivos salariais e re-contratado em 24 de julho, embora ele tenha sido declarado inativo em 16 jogos, depois de ser passado no gráfico de profundidade por Jesse Palmer, que foi nomeado o primeiro quarterback reserva. Em 2003, ele foi declarado inativo em 11 jogos como quarterback de terceira linha.

### Tampa Bay Buccaneers e Miami Dolphins
Em 15 de março de 2004, Garrett assinou com o Tampa Bay Buccaneers e foi cortado em 31 de agosto. Em 13 de outubro, ele foi contratado novamente pelos Buccaneers. Depois de ser declarado inativo na semana 6 e na semana 7, ele foi dispensado em 6 de novembro.
Em 24 de novembro, ele foi contratado como um agente livre pelo Miami Dolphins e foi declarado inativo pelos últimos 6 jogos da temporada.

## Carreira como treinador

### Miami Dolphins
Depois de se aposentar como jogador, ele se tornou o treinador de quarterbacks do Miami Dolphins em 2005-2006, sob o comando do técnico Nick Saban.

### Dallas Cowboys

#### Coordenador Ofensivo
Em janeiro de 2007, Garrett foi contratado pelo Dallas Cowboys como coordenador ofensivo. Ele guiou os Cowboys para ser o 2ª melhor ataque da NFL, o que fez dele uma atraente perspectiva de treinador.
Em janeiro de 2008, Garrett foi entrevistado para o trabalho de treinador principal do Baltimore Ravens e do Atlanta Falcons, recebendo ofertas de ambos, mas optando por permanecer em Dallas.
Seu salário para a temporada de 2008 foi de quase US $ 3 milhões; o maior salário de um assistente técnico na NFL na época.
Em 29 de dezembro de 2008, o Detroit Lions recebeu permissão para falar com Garrett sobre a vaga de treinador principal da equipe, de acordo com fontes da ESPN. Em janeiro de 2009, o Denver Broncos também o entrevistou como um possível substituto do técnico demitido Mike Shanahan. Ele também foi finalista da posição de treinador principal de St. Louis Rams, para substituir Jim Haslett, o treinador interino. Em última análise, ele perdeu o emprego para Steve Spagnuolo.

#### Treinador principal
Em 8 de novembro de 2010, Garrett foi nomeado treinador interino dos Cowboys após o técnico Wade Phillips ser demitido após o início da temporada de 2010. Em 14 de novembro, Garrett venceu seu primeiro jogo como treinador principal, vencendo o New York Giants por um placar de 33-20 em Meadowlands. Na semana seguinte, ele levou os Cowboys a uma vitória por 35-19 sobre o Detroit Lions, sua primeira vitória em casa durante toda a temporada. Ele terminou com uma campanha de 5-3 no trecho. Em 6 de janeiro de 2011, Garrett foi oficialmente nomeado o 8º treinador da história dos Cowboys. Ele é o primeiro nascido depois que a equipe foi fundada em 1960, e o primeiro ex-jogador de Cowboys a ter o posto.
Ele tiveram três temporadas seguidas com uma campanha de 8-8, perdendo no último jogo de cada temporada para os rivais da NFC East, New York Giants, Washington Redskins e Philadelphia Eagles, perdendo a divisão e os playoffs em cada vez.
Em 2014, Garrett alcançou o sucesso como treinador principal pela primeira vez. Os Cowboys, apresentando várias escolhas de draft, amadurecido como a melhor linha ofensiva da liga e o surgimento de DeMarco Murray como um corredor dominante, venceu a NFC East com um a campanha de 12-4 e foi a melhor campanha na conferência empatado com o Green Bay Packers e o Seattle Seahawks. A equipe de Garrett perdeu o tiebreaker three-way para Green Bay e Seattle e, portanto, recebeu o Detroit Lions no Wildcard. Este jogo, vencido por 24-20 pelos Cowboys, contou com uma polêmica "flag pick up" após uma penalidade em uma campanha de Detroit, o que permitiu a Dallas uma melhor chance de fazer uma virada e derrotar os Lions. No Divisional Round, Dallas manteve a liderança no segundo tempo, mas depois de perder a liderança devido a um passe de touchdown de Aaron Rodgers, teve um potencial touchdown da vitória feito por Dez Bryant mas que anulado depois do replay oficial, selando uma derrota por 26-21 para o Green Bay.
Em 13 de janeiro de 2015, o proprietário dos Cowboys, Jerry Jones e Garrett, chegaram a um acordo de um contrato, mantendo Garrett em Dallas por mais 5 anos e pagando a ele US $ 30 milhões. Garrett já treinou os Cowboys mais tempo do que qualquer outro treinador, exceto Tom Landry. Os Cowboys entraram na temporada de 2015 com grandes expectativas, mas o quarterback Tony Romo jogou apenas 4 jogos depois de sofrer duas fraturas na clavícula esquerda e a equipe terminou com uma campanha de 4-12.
Os Cowboys se recuperaram em 2016 com sua melhor campanha sob o comando de Garrett (13-3) com o surgimento do novato quarterback Dak Prescott e o running back Ezekiel Elliott, ganhando o lugar #1 da NFC nos playoffs e uma folga na primeira rodada. No entanto, eles foram derrotados por Aaron Rodgers e os Green Bay Packers com um field goal de Mason Crosby no último segundo e selendo o resultado em 34-31. Garrett foi nomeado o treinador da NFL do ano da temporada de 2016.
Em 2018, os Cowboys liderados por Garrett se recuperaram de uma decepcionante campanha de 3-5 para vencer 6 dos próximos 7 jogos e conquistar a NFC East pela 3ª vez desde que Garrett se tornou treinador principal. Em 2019, o time venceu oito jogos apenas e não se classificou para os playoffs. Garrett acabou sendo demitido por Jerry Jones no final dessa temporada.

## Estatísticas como treinador principal
| Time  | Ano   | Temporada regular | Temporada regular | Temporada regular | Temporada regular | Pós-Temporada | Pós-Temporada | Pós-Temporada                                            |
| Time  | Ano   | Vitória           | Derrota           | Empate            | Classificação     | Vitórias      | Derrotas      | Resultado                                                |
| ----- | ----- | ----------------- | ----------------- | ----------------- | ----------------- | ------------- | ------------- | -------------------------------------------------------- |
| DAL*  | 2010  | 5                 | 3                 | 0                 | 3º na NFC East    | –             | –             | –                                                        |
| DAL   | 2011  | 8                 | 8                 | 0                 | 3º na NFC East    | –             | –             | –                                                        |
| DAL   | 2012  | 8                 | 8                 | 0                 | 3º na NFC East    | –             | –             | –                                                        |
| DAL   | 2013  | 8                 | 8                 | 0                 | 2º na NFC East    | –             | –             | –                                                        |
| DAL   | 2014  | 12                | 4                 | 0                 | 1º na NFC East    | 1             | 1             | Perdeu para Green Bay Packers no Divisional Round da NFC |
| DAL   | 2015  | 4                 | 12                | 0                 | 4º na NFC East    | –             | –             | –                                                        |
| DAL   | 2016  | 13                | 3                 | 0                 | 1º na NFC East    | 0             | 1             | Perdeu para Green Bay Packers no Divisional Round da NFC |
| DAL   | 2017  | 9                 | 7                 | 0                 | 2º na NFC East    | –             | –             | –                                                        |
| DAL   | 2018  | 10                | 6                 | 0                 | 1º na NFC East    | 1             | 1             | Perdeu para Los Angeles Rams no Divisional Round da NFC  |
| DAL   | 2019  | 8                 | 8                 | 0                 | 2º na NFC East    | 1             | 0             | –                                                        |
| Total | Total | 85                | 67                | 0                 |                   | 2             | 3             |                                                          |

## Vida pessoal
Os irmãos de Jason, John e Judd, também jogaram na World League of American Football, e Judd liderou a liga em recepções. John é atualmente o treinador principal do time de futebol americano da Lafayette College, e seu irmão mais novo, Judd, trabalha no escritório do Dallas Cowboys depois de ser dispensado como treinador de Tight end do St. Louis Rams. Desde que ele jogou para o London Monarchs, Judd é o único dos Garretts que jogou no WLAF a ter um anel do World Bowl. Outro irmão, Jim Garrett III, é professor e ex-treinador de futebol.
Seu pai, Jim Garrett (1930-2018), foi assistente técnico do New York Giants (1970–1973), do New Orleans Saints (1976–1977) e do Cleveland Browns (1978–1984) e treinador dos Houston Texans. da World Football League (1974) e da Columbia University (1985). De 1987 a 2004, ele atuou como olheiro do Dallas Cowboys.
Garrett reside em Dallas com sua esposa, Brill.